# Società Sportiva Alba 1922-1923
Questa pagina raccoglie i dati riguardanti la Società Sportiva Alba nelle competizioni ufficiali della stagione 1922-1923.

## Stagione
L'Alba riuscì a superare per la prima volta la fase regionale classificandosi al secondo posto nel campionato laziale vinto dalla Lazio. Nella fase regionale l'Alba vinse diverse partite con larghi punteggi (10-1 al Roman, 11-0 alla Juventus Audax) ma subì anch'essa una sconfitta umiliante per 7-2 contro la Lazio.
Nel girone di semifinale le due sconfitte nelle trasferte di Torre Annunziata e di Ancona causarono l'eliminazione dell'Alba che si classificò al secondo posto a pari punti con l'Anconitana e staccata di tre punti dal Savoia (che poi perse la finale di Lega Sud contro la Lazio).

## Rosa
| N. |                   | Ruolo | Calciatore        |
| -- | ----------------- | ----- | ----------------- |
|    | Italia (bandiera) | P     | Italo Ricci       |
|    | Italia (bandiera) | D     | Bruno             |
|    | Italia (bandiera) | D     | Giovanni Corbjons |
|    | Italia (bandiera) | D     | Augusto De Giuli  |
|    | Italia (bandiera) | D     | Garofoli          |
|    | Italia (bandiera) | D     | Aimone Lo Prete   |
|    | Italia (bandiera) | D     | Attilio Mattei    |
|    | Italia (bandiera) | C     | Bianchi II        |
|    | Italia (bandiera) | C     | Attilio Buratti   |

| N. |                   | Ruolo | Calciatore     |
| -- | ----------------- | ----- | -------------- |
|    | Italia (bandiera) | C     | Giovanni Degni |
|    | Italia (bandiera) | C     | Luigi Proietti |
|    | Italia (bandiera) | C     | Pierino Rovida |
|    | Italia (bandiera) | A     | Moretti        |
|    | Italia (bandiera) |       | Almione        |
|    | Italia (bandiera) |       | De Marco       |
|    | Italia (bandiera) |       | Mattiello      |
|    | Italia (bandiera) |       | Torta          |

## Risultati

### Prima Divisione

#### Girone laziale

##### Girone di andata
| Arbitro: | Perugini (Roma) |

|                   |           |                                                                                        |
| Donati 14’ (rig.) | Marcatori | 4’, 5’, 81’ Corbjons 7’ Proietti 44’ Degni 48’, 61’, 80’ Moretti 75’ Mattei 87’ Rovida |

| Arbitro: | Mauro (Milano) |

|                     |           |                                                                     |
| Rovida 1’ Degni 52’ | Marcatori | 6’, 25’, 37’ Regazzoni 31’ Filippi 35’, 53’ Bernardini 66’ Maneschi |

| Arbitro: | Spinelli (Roma) |

| |           |  |
| Rovida 15’, 40’, 60’ Degni 30’, 76’, 85’, 89’ Moretti 44’ Proietti 48’ Mattei 65’ (rig.) Corbjons 80’ | Marcatori |  |

| Arbitro: | De Berardinis (Roma) |

|  |           |                                                     |
|  | Marcatori | 13’ Corbjons 49’ Buratti 54’, 80’ Moretti 70’ Degni |

| Arbitro: | Bistoletti (Milano) |

|                                   |           |             |
| Corbjons 7’ Degni 42’ Moretti 65’ | Marcatori | 70’ Delfini |

##### Girone di ritorno
| Arbitro: | Tonini (Milano) |

|                                      |           |                 |
| Degni 1’, 20’ Proietti 49’ Torta 66’ | Marcatori | 47’ Parmeggiani |

| Roma 18 marzo 1923 7ª giornata | Lazio              | 0 – 0 | Alba Roma | \| Arbitro: \| Merani (La Spezia) \| |
| Arbitro:                       | Merani (La Spezia) |       |           |                                      |

| Arbitro: | Cinti (Roma) |

|  |           |                         |
|  | Marcatori | 25’ Corbjons 70’ Rovida |

| Arbitro: | Bernardini (Roma) |

|                                  |           |  |
| Rovida 15’ Degni 32’ Moretti 70’ | Marcatori |  |

| Arbitro: | Cinti (Roma) |

|                                               |           |                         |
| Scardola 18’ Sansoni IV 64’ Mattei 87’ (aut.) | Marcatori | 13’ Corbjons 80’ Rovida |

#### Semifinali di Lega Sud - Girone A

##### Girone di andata
| Taranto 6 maggio 1923 1ª giornata | Pro Italia | 0 – 2 A tav. per forfait | Alba Roma |  |

| Arbitro: | Senes (Napoli) |

|                                              |           |                     |
| Mattei 8’ Degni 21’ Moretti 48’ Corbjons 68’ | Marcatori | 71’ (rig.) Rossi IV |

| Roma 17 giugno 1923 3ª giornata | Alba Roma      | 0 – 0 | Savoia | \| Arbitro: \| Faini (Genova) \| |
| Arbitro:                        | Faini (Genova) |       |        |                                  |

##### Girone di ritorno
| Roma 27 maggio 1923 4ª giornata | Alba Roma | 2 – 0 A tav. per forfait | Pro Italia |  |

| Arbitro: | Fontana (Bologna) |

|                           |           |  |
| Marchetti 25’ Tenenti 76’ | Marcatori |  |

| Arbitro: | Dani (Genova) |

|                        |           |  |
| Parodi 15’ Ghisi I 80’ | Marcatori |  |

## Statistiche

### Statistiche di squadra
| Competizione                     | Punti | In casa | In casa | In casa | In casa | In casa | In casa | In trasferta | In trasferta | In trasferta | In trasferta | In trasferta | In trasferta | Totale | Totale | Totale | Totale | Totale | Totale | DR  |
| Competizione                     | Punti | G       | V       | N       | P       | Gf      | Gs      | G            | V            | N            | P            | Gf           | Gs           | G      | V      | N      | P      | Gf     | Gs     | DR  |
| -------------------------------- | ----- | ------- | ------- | ------- | ------- | ------- | ------- | ------------ | ------------ | ------------ | ------------ | ------------ | ------------ | ------ | ------ | ------ | ------ | ------ | ------ | --- |
| Prima Divisione - girone laziale | 15    | 5       | 4       | 0       | 1       | 23      | 9       | 5            | 3            | 1            | 1            | 19           | 4            | 10     | 7      | 1      | 2      | 42     | 13     | +29 |
| Prima Divisione - semifinali Sud | 7     | 3       | 2       | 1       | 0       | 6       | 1       | 3            | 1            | 0            | 2            | 2            | 4            | 6      | 3      | 1      | 2      | 8      | 5      | +3  |
| Totale                           | -     | 8       | 6       | 1       | 1       | 29      | 10      | 8            | 4            | 1            | 3            | 21           | 8            | 16     | 10     | 2      | 4      | 50     | 18     | +32 |

### Statistiche dei giocatori
| Giocatore   | Prima Divisione | Prima Divisione |
| Giocatore   | Presenze        | Reti            |
| ----------- | --------------- | --------------- |
| Almione     | 1               | 0               |
| Bianchi II  | 2               | 0               |
| Bruno       | 13              | 0               |
| A. Buratti  | 13              | 1               |
| G. Corbjons | 14              | 9               |
| A. De Giuli | 12              | 0               |
| De Marco    | 1               | 0               |
| G. Degni    | 13              | 12              |
| Garofoli    | 11              | 0               |
| A. Lo Prete | 3               | 0               |
| Matiello    | 1               | 0               |
| A. Mattei   | 13              | 3               |
| Moretti     | 14              | 9               |
| L. Proietti | 13              | 3               |
| I. Ricci    | 14              | -18             |
| P. Rovida   | 13              | 8               |
| Torta       | 3               | 1               |